# 洋口镇 (顺昌县)
洋口镇，是中华人民共和国福建省南平市顺昌县下辖的一个镇。

## 行政区划
洋口镇下辖以下地区：
街道社区、道吴村、解建村、永福村、光明村、建民村、麻溪村、沙墩村、将军村、白沙村、潘坊村、上凤村、石溪村、田坪村和谢坊村。